# Martin Bigum
Martin Bigum (født 8. oktober 1966 på Frederiksberg) er en dansk autodidakt multikunster, der især er kendt for sit virke som billedkunstner. Bigum blev i midten af halvfemserne kendt for figuren ART, en kutteklædt skikkelse, der optrådte i mange af hans malerier fra 1992 til 99. Bigum var fast paneldeltager i DR K's Kunstquiz med Adrian Hughes som vært. Han er gift med billedkunstner og kostumedesigner Pernille Egeskov. De har sammen to børn og bor på Frederiksberg i København, hvor Bigum også har sit atelier.
Han anses som en af sin generations mest karakteristiske billedkunstnere og blev kåret som Årets Kunstner i 1996 af Jyllands-Posten og Årets Frederiksberg Kunstner 2013. I 2015 blev han udnævnt til Ridder af Dannebrogordenen.

## Opvækst og tidlig karriere
Bigum blev født på Frederiksberg i oktober 1966. Han blev i 1986 student fra Østre Borgerdydskole og gik 1987-89 på Skolen for Brugskunst (Linje for Tegning og Grafik).
Fra han var 15 til 22, var han fast tegner og skribent for den danske version af det verdenskendte satiremagasin MAD.

## ART – gennembruddet
Martin Bigum havde sin debut som billedkunstner i 1989, og det store gennembrud som maler kom i halvfemserne. I 1992 bragte han den lille, kutteklædte skikkelse, ART, ind i sine malerier, og figuren blev de næste syv år et varemærke for den københavnske kunstner. Figuren menes at være en personificering af kunsten, en slags identitetsløs figur, der optræder i forskellige verdener med henvisning til kunsthistorien. De populære postkort GoCards, tøj, tapet m.m. blev i halvfemserne trykt med ART-figuren på, og den lille figur fik kultstatus i store dele af landet. Bigum aflivede i 1999 ART i et forsøg på at frigøre sig fra perioden.
Hans billedværker er domineret af tegneseriens sjove og milde formsprog, men er samtidigt pakket med alvorligt og tvetydigt indhold. En kombination, der gør hans værker dynamiske og fulde af fortolkningsmuligheder.
1997-98 arrangerede Randers Kunstmuseum, Heart - Herning Museum of Modern Art, Portalen og Brandts en retrospektiv turné, der viste alle Bigums malerier med ART-figuren, men også de andre kunstneriske medier han rådede over i 1990-97.

## Karriere fra 2000
I 2002-03 var Bigum aktuel med udstillingen The Homecoming. Den bestod blandt andet af værker fra 1998 til 2002, og blev vist flere steder i Skandinavien som Malmø, Borås og Reykjavik.
I 2003 blev Bigum bestilt til at lave fire malerier om Christian 4.s barndom og ungdom til Frederiksborg Museet. Det nye årtusinde blev en ny periode for kunstneren, som i serien The Face of God begyndte at arbejde med samtidens forestillinger om politik, magt og økonomi. Serien havde sin debut i Air De Paris i 2004 og blev som helhed vist i Geneve i 2006 i kunsthallen BFAS.
Bigum er i hele sin karriere blevet ved med at bevæge sig inden for et stort felt af genrer. ”Det jeg kan skrive, kan jeg ikke male, og det jeg kan male, kan jeg ikke skrive,” er et kendt citat fra ham, som udover at male, også er essayist, fotograf, filmmager og digter. Fælles for al kunsten er den filosofiske og kritiske ambition, hvori han skaber sin helt egen stil.
Thomas Fryd lavede i 2007 dokumentarfilmen Det Hvide Rum om Bigum, og tre år senere lavede Michael Jeppesen et afsnit med kunstneren i portrætfilmserien Kunstrazzia på DR K.
Fra 2006 bliver Bigums værker inspireret af en metafysisk motivverden, hvor livet, døden, engle og guder bliver afbildet i store, farverige værker ofte brudt op i puslespilsbrikker. Der er ofte et flow i billedet, der hiver beskueren ind i værkernes virkelighed.
I serierne Structure Beneath Skin og SynchroniCity  2009-10 lader Bigum store, hvide flader være nøgne på malerierne. Han forsøger her at give det hvide lærred betydning, som et rum i sig selv. I flere af sine senere udstillinger har Bigum vist sin dynamiske kreativitet og ladet flere af sine værkerne hænge direkte ned fra loftet eller blive roteret fra væggen. Under titlen Struktur under huden blev et stort udvalg af værker fra 2003 til 2011 vist samlet på Randers Kunstmuseum, Vejle Kunstmuseum og Kastrupgårdsamlingen i 2011-12.
Bigum har i syv sæsoner (2010-16) været deltager i DR K's Kunstquiz med sin ekspertise i kunst og formidling af kunsthistorien. I DR K's Kunstquiz dyster seks faste deltagere om nogle af verdens mest berømte kunstværker. Kunstquizzen bliver styret af værten Adrian Lloyd Hughes.
Seneste udgivelse fra Bigum er Min personlige kunsthistorie, Gyldendal, 2014, der beskriver omstændighederne, de personlige grunde og samtidige faktorer, der har ført til kunstværker fra 1989 til 2014.
Fra januar 2015 til april 2016 udstilles store dele af Bigums værker 1989-2014 på Frederiksborg Slot, Bornholms Kunstmuseum og Kunstmuseet Trapholt i Kolding. Fra september 2016 udstillede Martin Bigum solo på Arken - Museum of Modern Art i Ishøj - og i 2017 på Himmerlands Kunstmuseum.

## Kunstnerisk virke

### Udvalgte separatudstillinger
- Galleri Backhaus, 1989
- Heartland, Galerie Pilou Asbæk, 1991

- Radical Myth, Galerie Stærk, 1992
- Galerie Jespersen, 1993
- Politikens Forhal, 1994
- Literary Body, Hole, 1995

- Devil’s Own, Galerie Burkhard H. Eikelmann, 1995
- Omen, Galleri Dalsgaard og Sørensen, 1995
- Millennium, Retinal Circus, 1996

- Millennium, Århus Kunstmuseum, 1997

- The Adventures of ART, Brandts Klædefabrik, Herning Kunstmuseum, Randers Kunstmuseum og Portalen, 1997-98
- Forestillingen om Tivoli, Nils Stærk, 2000
- The Homecoming – and Farewell to the 90’s, a selection of sketches, Nils Stærk, 2002
- The Homecoming - or The World According to Art, Malmö Konstmuseum, Kjarvalstadir Museum, Borås Konstmuseum, Reykiavik Art Museum, 2002-03
- Christian d. 4. - Barn og Konge, Det Nationalhistoriske Museum på Frederiksbjerg Slot, 2002
- The Face of God, Air de Paris, 2003
- The Face of God, Niels Stærk, 2005
- The Face of God, Marc Blondeau BFAS, l-20 Gallery New York, 2002-06
- Dansk Designcenter, 2008
- Structure Beneath Skin, Wohnmaschine, 2009
- Struktur Under Huden, Randers Kunstmuseum, Vejle Kunstmusuem, Kastrupgård Samlingen, 2011-12
- Splitvision, Peter Amby Gallery, 2012'
- Min egen kunst (1989-2015), Det Nationalhistoriske Museum på Frederiksborg Slot, Bornholms Kunstmuseum og Kunstmuseet Trapholt, Kolding, 2015-16
- Inspirationens flow, Arken-Museum of Modern Art, Ishøj, 2016
- Havet, Himmerlands Kunstmuseum, februar 2017

### Udvalgte gruppeudstillinger
- M1300, B&W-Hallerne, 1989
- Charlottenborg Efterårsudstilling, 1990
- Charlottenborg Forårsudstilling, 1990 og 1991
- Stockholm Art Fair, Galleri Edition Copenhagen, 1994
- ART/OMI-International Artists Workshop, New York, 1995
- Maleri efter Maleri, Kastrupgård samlingen, 1995
- Face to Face, Brandts Klædefabrik, Vestsjællands Kunstmuseum, Øregaards Museum, 1996
- Cruising, Kunstforeningen Gl. Strand, 1997
- Realitetens Øje, Nordens Hus, Akureyri Kunstmuseum, Horsens Kunstmuseum, 1998
- Carnegie Art Award/Nordic Painting 2000, Konsthallen, Hernie Onstad Kunstcenter, Konstmuseet i Göteborg, Konstakademien, Sophienholm, Listasafn Kópavogur, 2000
- Painting and Painting, Kristinehamns Konstmuseum, 2001
- Danish Heroes, Koldinghus, 2001
- The faces of King Alchohol, Rundetårn, 2001
- Air de Paris, 2003
- Galerie Burkhard Eikelmann, 2006
- Maleri uden grænser, Esbjerg Kunstmuseum, 2006
- Faces, BFAS Blondeau Fine Art Services, 2006
- Eventyrsskabe, Kunsthallen Brandts, 2007
- Comix, Kunsthallen Brandts, 2007
- Burkhard Eikelmann Galerie, 2010
- Wohnmaschine, Berlin, 2010
- Dogenhaus Galerie Leipzig, 2010
- Nuancer af sort, Ordrupgaard, 2010
- En verden af associationer, Skive Ny Kunstmuseum, 2011
- RELATIONER, Randers Kunstforening, 2012

### Repræsenteret på flg. museer
- Arken – Museum for Moderne Kunst
- ARoS Aarhus Kunstmuseum
- Artotheek Den Haag, Holland
- Borås Konstmuseum
- Danmarks Plakatmuseum
- Den Kongelige Kobberstiksamlingen
- Det Nationalhistoriske Museum på Frederiksborg Slot
- Heart/Herning Kunstmuseum
- Kastrupgårdsamlingen
- Designmuseum Denmark
- KØS/Kunstmuseet Køge Skitsesamling
- Kunstmuseet Trapholt
- Malmö Konstmuseum
- Nationalmuseet
- Ny Carlsberg Fondet
- Randers Kunstmuseum
- Silkeborg Kunstmuseum
- Skive Kunstmuseum
- Statens Kunstfond
- Statens Museum for Kunst
- Vejle Kunstmuseum
- Bibliotheque Nationale, Paris

Martin Bigum er derudover repræsenteret i nationale og internationale privatsamlinger i hhv. Sverige, England, Frankrig, Schweiz, Belgien, Tyskland, Spanien, Portugal, USA og Japan.

### Udgivelser
- Poet-Etik (essay, poetik, digte, 2006)
- Min personlige kunsthistorie, Gyldendal, 2014

### Digtsamlinger
- Hvedekorn (1990-91)
- Verdensvasen (1992)
- Det Forbandede og det Ekstatiske (poetik, Ildfisken nr. 13, 1996)
- Overmorgen (Millennium) (1996)
- Veteranen (1999)
- Kesera 2 >>Sangdigtsamling<< (Inst. for Fremtidsforskning, 2000)
- Krydsbestøvningens Hvide Rum (Passepartout nr. 23, 2004)

### Musik
- Overmorgen (vinyl og CD, 1999-2000)

### Video
- Det bliver så tidligt sent, m. Per Kirkeby, Henrik Nordbrandt og Søren Ulrik Thomsen, i samarbejde med Steen Møller Rasmussen og Per Mannstaedt, 1993
- Having it all … Letting it go (Hybris & Nemesis), ved Danmarks Radio, 1994
- Runner (Millennium), version 1, 1996
- Runner (Millennium), version 2, 1997
- SynchroniCity, 4 videoer, 2010

### Teater
- Jean Genie, Kalejdoskopteatret, kostumer og scenografi (musik: Jesper Binzer), 1998
- Laser & Pjalter, Betty Nansen Teatret, kostumer og scenografi (m. Pernille Egeskov)

### Essays/Kronikker
- En tur i tidløsheden, kronik, Politiken, 15.8, 1989
- Det Forbandede og det Ekstatiske (poetik, Ildfisken nr. 13, 1996)
- Kesera 2, ”Sangdigtsamling” (Inst. for Fremtidsforskning, 2000)
- Krydsbestøvningens Hvide Rum (Passepartout nr. 23, 2004)
- Poet-Etik (essay, poetik, digte, 2006)
- Min bedstefars historie, essay, antologi, Thanning og Appel 2008, og Berlingske MS, 2008
- Maler-Svend - om Svend Hammershøi, essay, Weekendavisen, 1.2, 2008
- En tidslomme af indsigt (Skandinavisk Forenings Kunstnerhus i Rom), essay, Weekendavisen, nr. 33, 2009
- En bagage af hjemløshed (Om Olafur Eliassons kunst og karriere), essay, Weekendavisen, 2008
- Passioneret trods, essay, Weekendavisen, nr. 31, 2010
- Omkring portrættet ”Hymne (Søren Ulrik Thomsen)”: Tekst skrevet til Søren Ulrik Thomsens hjemmeside Oktober Boulevard, 2013.
- At bryde abrupthedens konstant er en kunst, om et malet portræt af Jens Chr. Grøndahl, Politiken, 28. juli, 2015

### Radio
- P2, 2. Oktober 2013, 79 min. Klassisk musik sammensat og præsenteret af dagens gæste DJ Martin Bigum.
- P2, 2.10, 2013, 79 min. Klassisk musik sammensat og præsenteret af dagens gæst- DJ Martin Bigum
- Radio 24-7, 23.5, 2014, Flaskens ånd v. Poul Pilgaard Johnsen
- Radio 24-7, 13.2, 2014, Syvkabalen, uge 7, 2015
- Radio 24-7, 2.10, 2014, Mikrofonholder v. Hans Lucht: Martin Bigum
- P1, 4.1, 2015: Kultursøndag med Martin Bigum
- Hjernekassen på P1, 10.8, 2015, v. Peter Lund Madsen: På besøg i Martin Bigums atelier
- P8, Jazz & Co., 27.9, 2015, jazz-program med Martin Bigum

### Udmærkelser
- Årets Kunstner, Jyllands-Posten, 1996
- Årets Frederiksberg Kunstner, 2013
- Årets Kunstner, Edition Copenhagen, 2014
- Udnævnt til ridder af Dannebrogordenen, 2015